# زولوتونوشا
زولوتونوشا (Золотоноша) هي مدينة في مقاطعة تشيركاسي في أوكرانيا.
يبلغ عدد سكانها حوالي 28360 نسمة.

## معرض صور

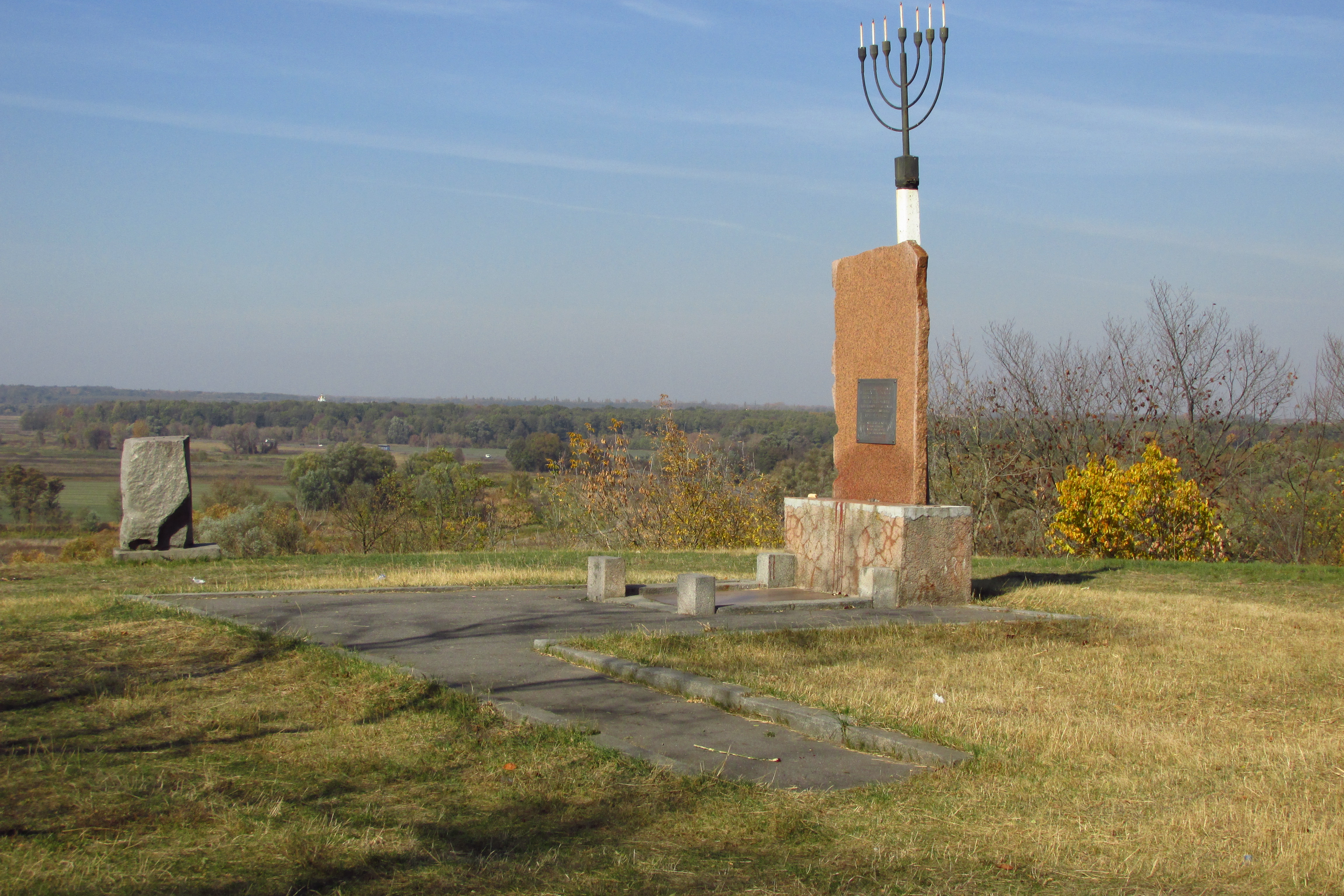
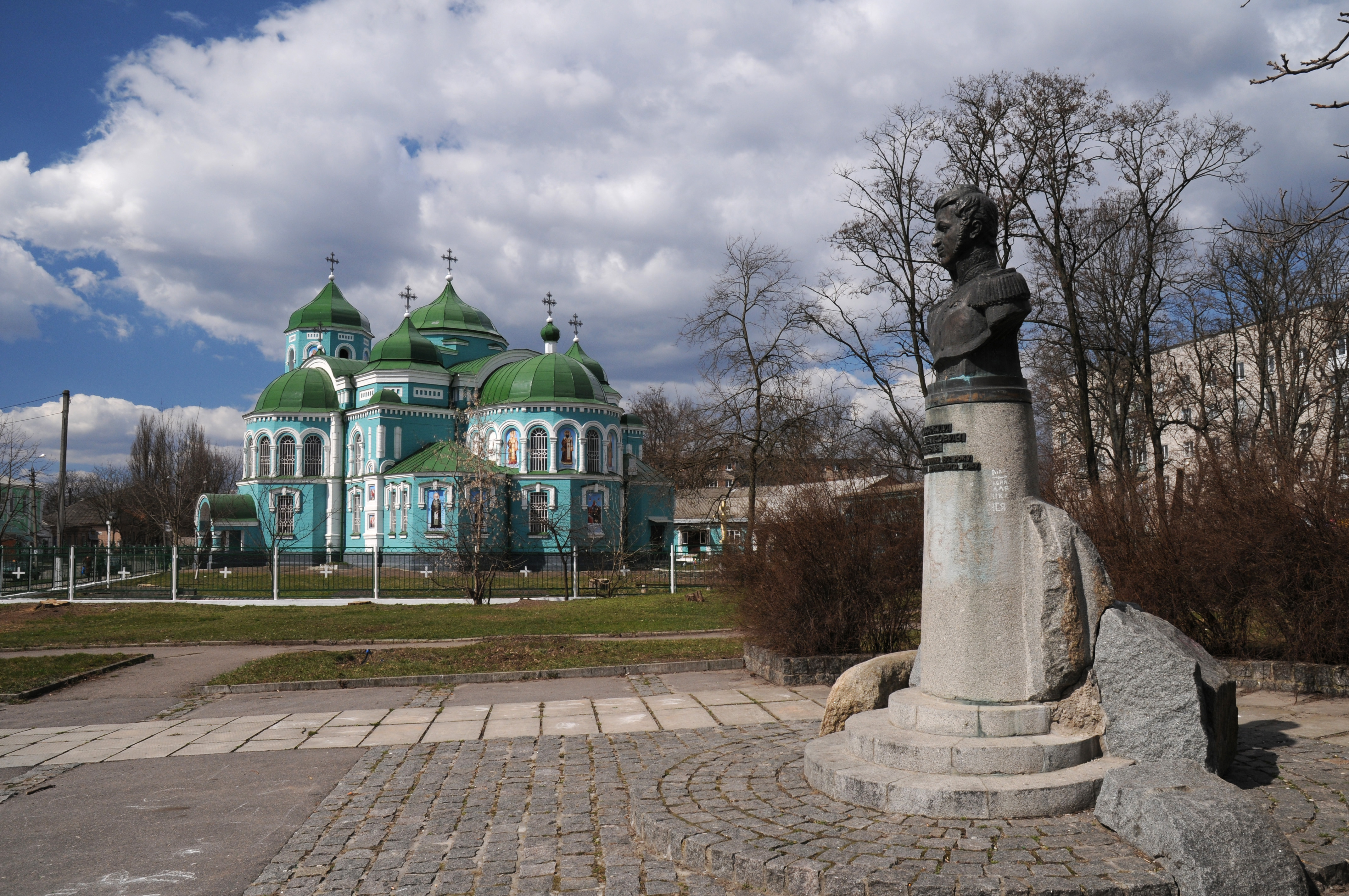
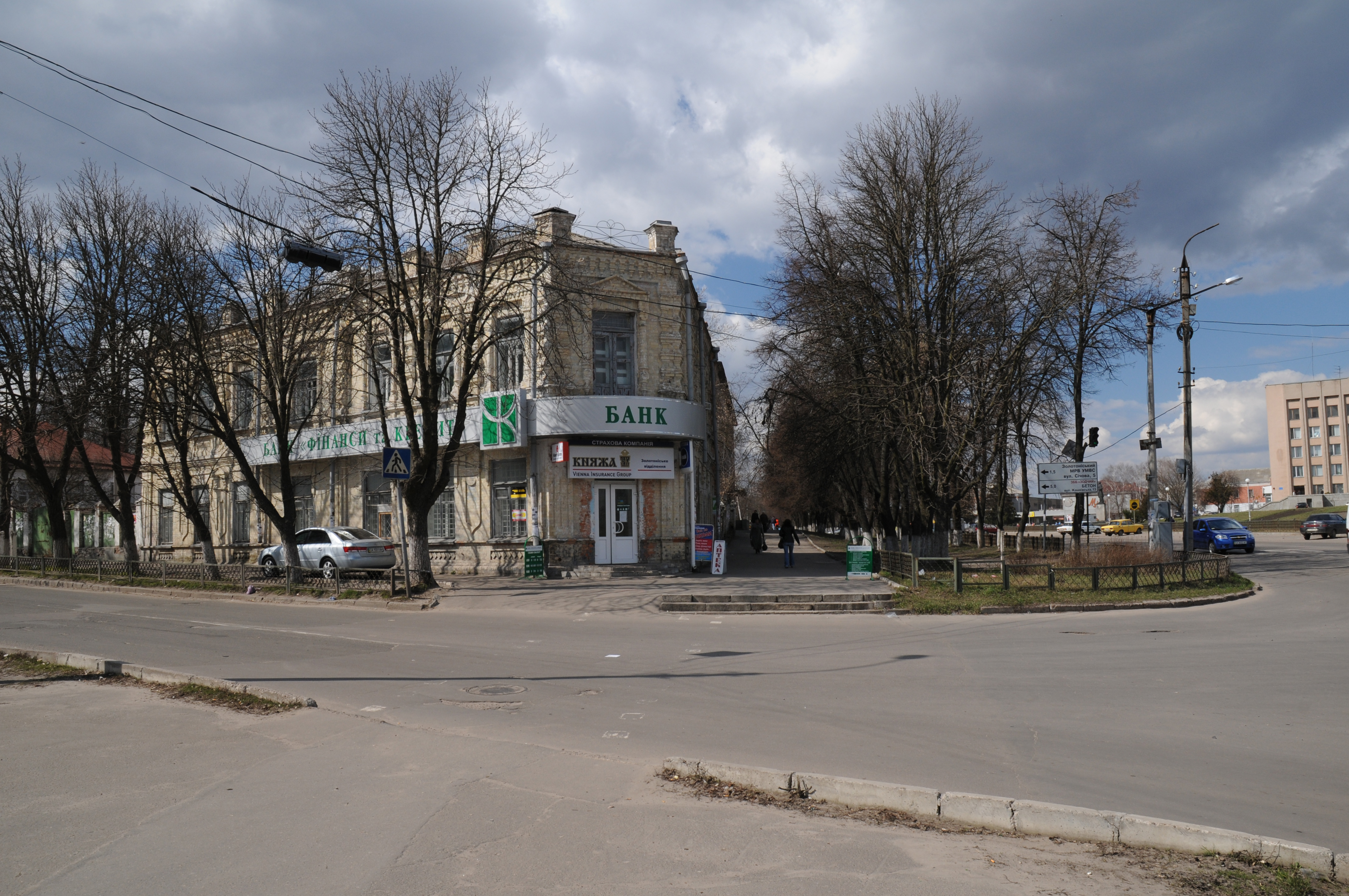
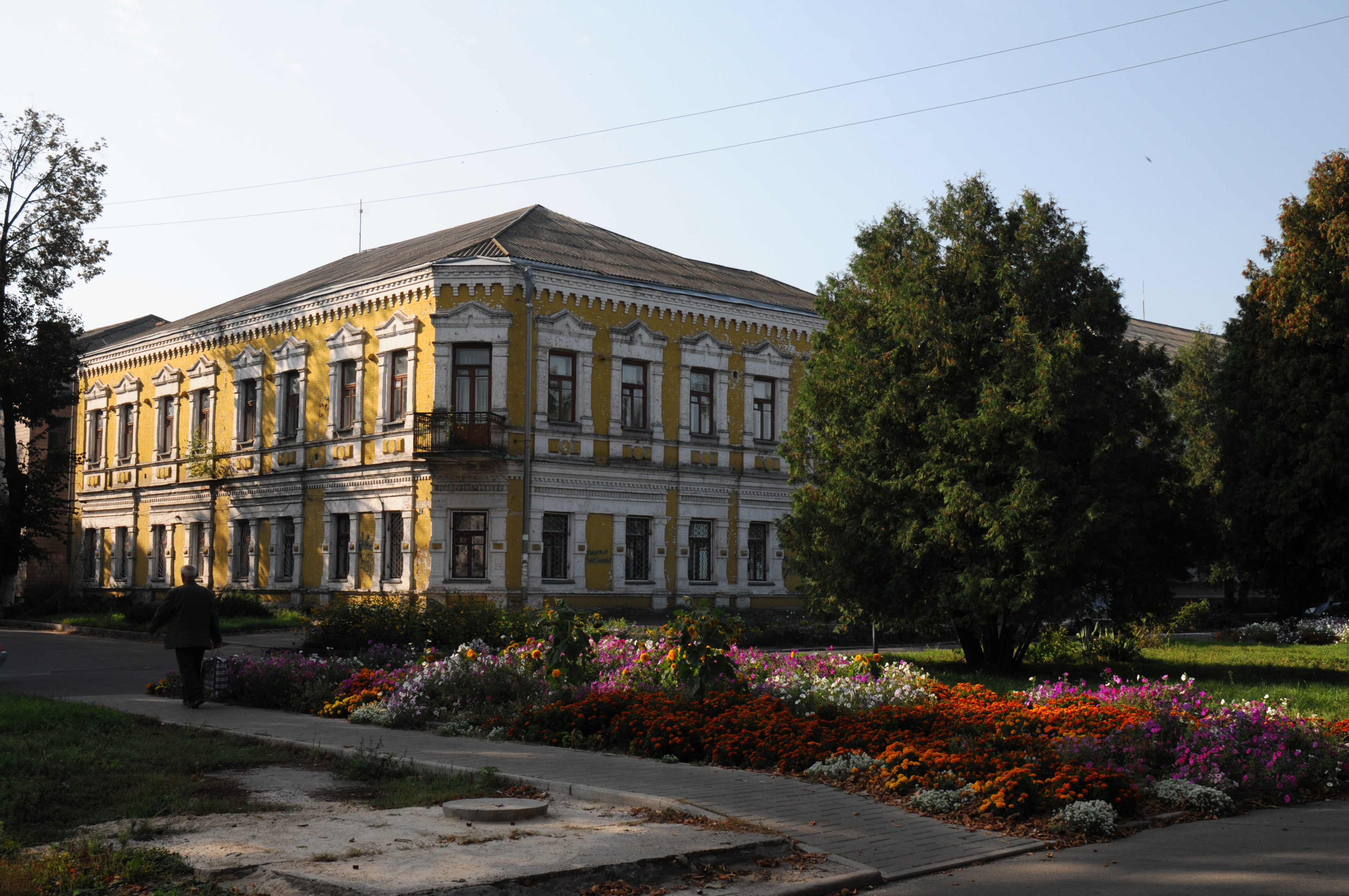
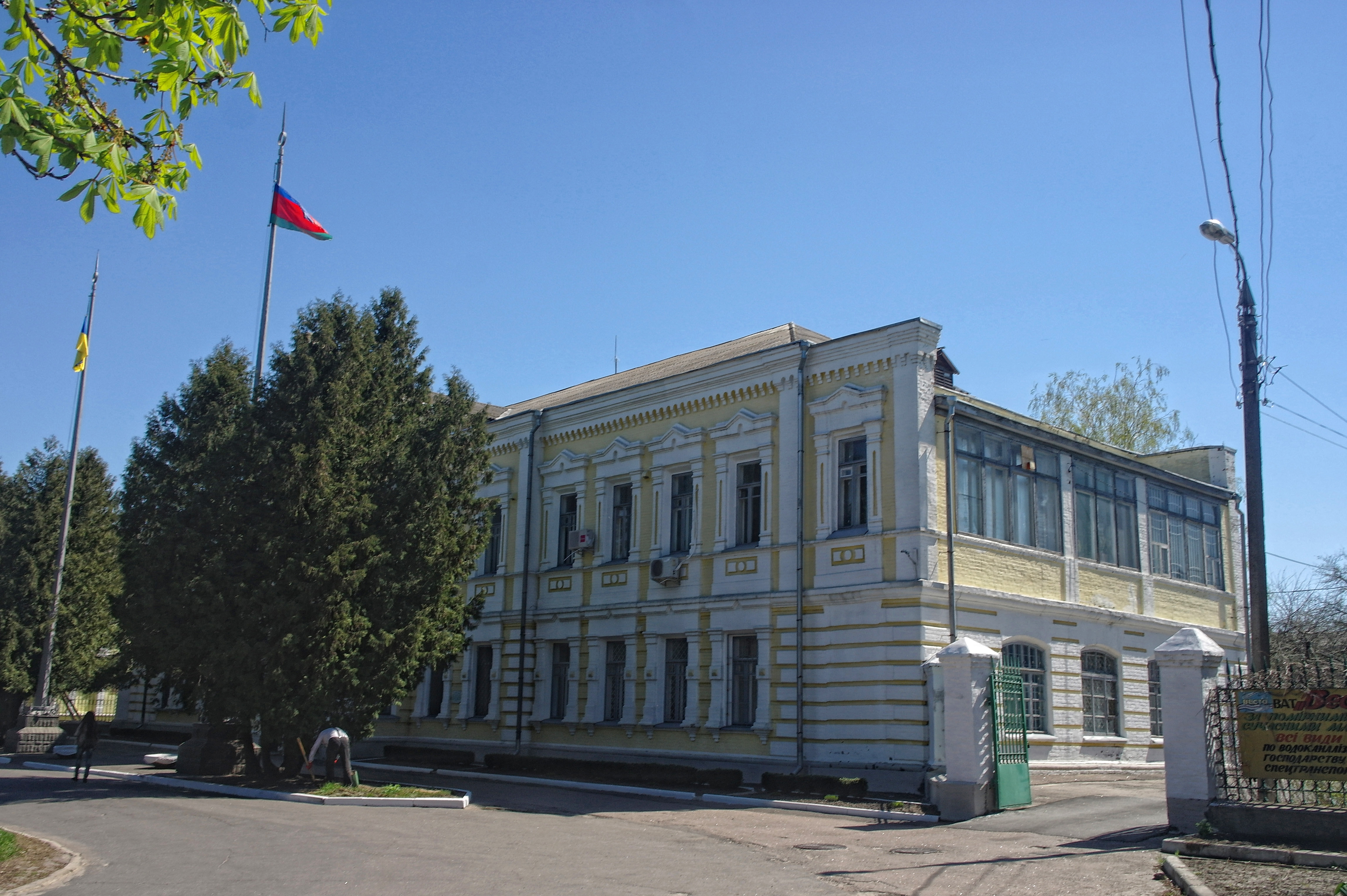
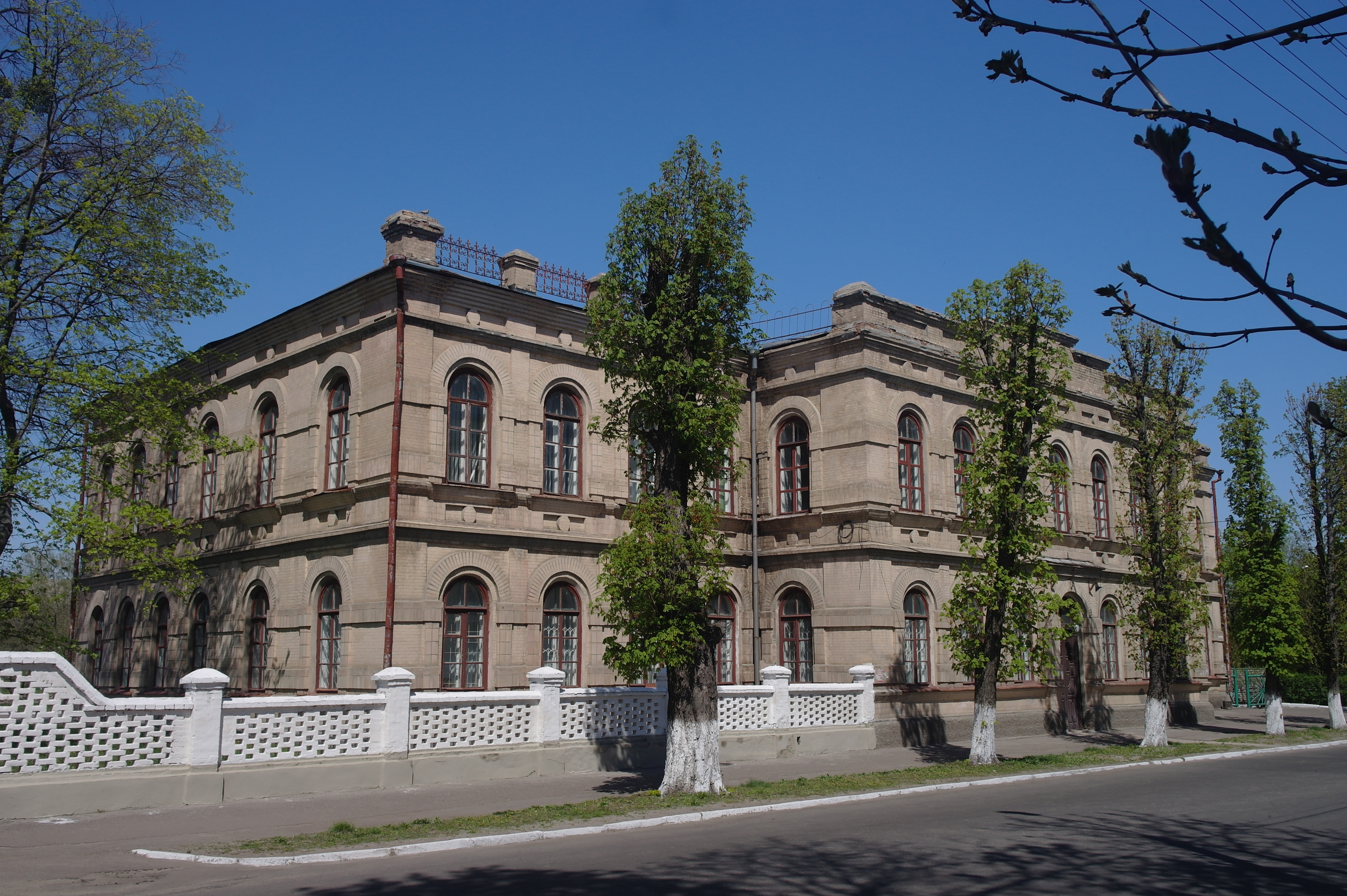

## أعلام
- بير بوروخوف
- إسحاق بوليسلافسكي